# Burgermannetje
Burgermannetje is een sciencefictionverhaal van de Vlaming John Vermeulen. Het was het twintigste verhaal in de verhalenbundel Ganymedes 4, uitgegeven door A.W. Bruna Uitgevers. Die verhalenbundel kwam tot stand door het inzenden van lezers en andere liefhebbers van het genre, die weleens een eigen verhaal op papier wilden zetten. John Vermeulen was ten tijde van publicatie al een gevierd sf-schrijver. Hij gaf al uit sinds 1957.

## Het verhaal
Burgermannetje speelt zich af op een ruimteschip. Dat schip en de bemanning wordt geleid door een militair, die het leven van de overige bemanningsleden zwaar op de proef stelt. Het ruimteschip vindt een ander ruimteschip "Spirit of Earth". Dat schip is getroffen door een ruimteramp, waarbij alle bemanningsleden zijn omgekomen. De ramp liet echter twee heren in leven, de kapitein en een burger. De militair maakt het leven van de burger tot een hel mede door kleinering. De burger weet de militair echter te overleven. 
In zijn eenzaamheid pleegt hij zelfmoord, maar hij wil tevens wraak nemen op de toekomstige ontdekkers van zijn schip. Hij zorgt voor een boobytrap. Hij gaat ervan uit dat dat ongetwijfeld een militair zal zijn. Bij de ontdekking en verkenning van "Spirit of Earth" is dat inderdaad het geval. Een explosie vindt dus plaats met als enige overlevenden de kapitein en een ingenieur. De toekomst ligt derhalve vast, de geschiedenis herhaalt zich of zij zal zich herhalen.